# Aquilavus
Aquilavus — викопний рід яструбоподібних птахів родини яструбових (Accipitridae), що існував в Європі з пізнього еоцену по ранній міоцен. Викопні рештки птаха знайдено у Франції.

## Види
- Aquilavus boulei (Gaillard, 1939)[1]
- Aquilavus corroyi (Gaillard, 1939)
- Aquilavus hypogaeus (Milne-Edwards, 1891)
- Aquilavus priscus (Milne-Edwards, 1863)